# The Great Pottery Throw Down
The Great Pottery Throw Down é um programa de competição da televisão britânica que foi ao ar pela primeira vez na BBC Two de 3 de novembro de 2015 a 23 de março de 2017. Foi então transferido para More4 de 8 de janeiro a 11 de março de 2020 e é transmitido pelo Channel 4 desde 10 de janeiro de 2021.

## Formato
Em cada episódio, um grupo de ceramistas amadores compete para completar dois desafios de cerâmica. No desafio da "marca principal", os competidores realizam uma tarefa criativa substancial em vários estágios: sujeitos a determinadas especificações, eles devem projetar uma criação de cerâmica, construí-la a partir de um corpo de argila, decorá-la e apresentá-la aos jurados para avaliação após ela. é queimado no forno. Entre as etapas da marca principal, os ceramistas recebem um "segundo desafio", uma tarefa de menor escala que testa uma habilidade específica em cerâmica, na qual são classificados do pior ao melhor pelos jurados. Ao final de cada episódio, os jurados designam o competidor com melhor desempenho como "oleiro da semana". O competidor com pior resultado é dispensado e todos os demais retornam para o episódio seguinte; o vencedor do episódio final é o vencedor geral da série.

## Transmissão internacional
Em julho de 2020, a HBO Max garantiu os direitos de distribuição do programa nos Estados Unidos, onde estreou em 17 de setembro de 2020. Em dezembro de 2023, a HBO Max não lançou a 6ª temporada (originalmente exibida em janeiro de 2023 no Reino Unido, com a 7ª temporada começando janeiro de 2024) e não fez menção ao seu lançamento no futuro. Atualmente, a plataforma indica que existem apenas 5 temporadas em seu site.